# Borki (powiat wolsztyński)
Borki – wieś w Polsce położona w województwie wielkopolskim, w powiecie wolsztyńskim, w gminie Wolsztyn. Do końca 2017 roku był to przysiółek wsi Wroniawy.
Miejscowość położona jest w pobliżu trasy linii kolejowej Leszno-Wolsztyn-Zbąszyń.
W latach 1975–1998 miejscowość administracyjnie należała do województwa zielonogórskiego.